# Kopačevo
Kopačevo (mađ. Kopács) je naselje u Osječko-baranjskoj županiji. Nalazi se u Baranji, u sklopu općine Bilje
Smješteno je na samom rubu parka prirode Kopački rit. Selo je bogato nasadima voća i povrća, a razvijeno je i ribarstvo (športski ribolov). U Kopačevu živi mađarsko stanovništvo. Ovome selu posebnost daje upravo blizina močvare. Povijest ovog sela je vrlo zanimljiva. Početkom 80-ih godina prošlog stoljeća, pri kopanju septičke jame u jednoj kući je pronađeno 11 ukrašenih pretpovijesnih posuda i dvije brončane narukvice. Po tome doznajemo da su ljudi tu živjeli u drugom tisućljeću prije nove ere. Populacija ljudi koji su tada ovdje živjeli bavila se lovom i ribolovom. Na sjevernom dijelu Kopačeva i Rimljani su podigli naselje i utvrdu za obranu od divljih barbara. Naselje se najvjerojatnije zvalo Ad Labores, a njegovi se tragovi još mogu vidjeti na starim zemljovidima beljskog vlastelinstva iz 18. stoljeća.

## Stanovništvo
Prema popisu stanovništva iz 2011. godine, u Kopačevu živi 559 stanovnika. 2001. godine, ovdje je živjelo 608 osoba.
| broj stanovnika | 1310  | 1412  | 1355  | 1284  | 1252  | 1187  |       | 1034  | 934   | 940   | 1003  | 913   | 826   | 805   | 608   | 559   | 460   |
|                 | 1857. | 1869. | 1880. | 1890. | 1900. | 1910. | 1921. | 1931. | 1948. | 1953. | 1961. | 1971. | 1981. | 1991. | 2001. | 2011. | 2021. |

## Gradovi prijatelji
- Mišljen, Mađarska

## Šport
- NK Ribar Kopačevo (Baranjska liga, 2009./10.)